# Dr. Robert
Dr. Robert, nombre artístico Bruce Robert Howard o Robert Howard (Haddington, Escocia, Reino Unido; 2 de mayo de 1961): músico, cantante (vocalista), compositor, guitarrista y pianista, más conocido por ser el líder de la banda ochentera, The Blow Monkeys.

## Biografía
Pasó su adolescencia en Australia, donde a fines de la década de 1970 se fajó como músico por las calles del barrio portuario de Sídney. Luego marchó a a Darwin donde estuvo en contacto con la banda local de punk, "Exhibit A".
A principios de los 80 formó con otros la banda The Blow Monkeys, con la que triunfó en la segunda mitad de esa década en el Reino Unido y brevemente en los EE. UU.. En Inglaterra el grupo llamó la atención por su posición crítica a la tradicional ideología conservadora británica y sus simpatías por la ideología de izquierda como demostró participando en el colectivo Red Wedge (cuña roja), grupo de músicos activistas contrarios el conservadurismo inglés representado fundamentalmente por Margaret Thatcher. La banda terminó esa primera etapa a inicios de 1990, después de casi diez años juntos. Dr. Robert siguió su carrera musical por libre. 
Debutó como artista en solitario con el álbum Realms of Gold, lanzado en Japón en 1994 y en Inglaterra en 1996. Robert colaboró también como guitarrista y bajo para el cantante Paul Weller, exlíder de la banda Jam y produjo "Pass in Time", del LP  Central Reservation, de la cantante Beth Orton. Colaboró también con la BBC radio como comentarista de temas varios, por ejemplo, entre otros, sobre los disturbios de Brixton. 
En 2001, grabó Bird's Gotta Fly. En 2007 Five in the Afternoon, colaboración con la cantante de soul P.P. Arnold. 
En 2008, sin embargo, volvió a liderar a los The Blow Monkeys, juntos de nuevo en una segunda etapa, para lanzar su primer álbum en 18 años, Devil's Tavern, y continuar trabajando tanto en álbumes como en giras. Esto no ha siso impedimento para que Dr. Robert siga con su carrera como solista publicando los álbumes Flutes and Bones, en 2012 y Out There, en 2016.
Robert Howard reside habitualmente en España.

## Discografía

### LPs
- Realms Of Gold (Canyon International - 1994)
- Bethesda Part One (Canyon International, Artbus - 1995)
- Other Folk (Artbus - 1997)
- Flatlands (Fencat - 1999)
- Birds Gotta Fly (Fencat - 2001)
- Five In The Afternoon junto con P.P. Arnold (Club Reccords - 2007)
- Flutes And Bones (Dr. Robert - 2012)
- Out There (Fencat - 2016)

### Sencillos & EPs
- Dr Robert* & Kym Mazelle - Wait! (RCA, RCA - 1988)
- Dr. Robert - I've Learnt To Live With Love (Regal Zonophon - 1991)
- A Simpler Place And Time (Regal Zonophone	- 1992)
- Circular Quay (Heavenly -	1995)
- Pond Life (Artbus Ltd. - 1996)
- The Coming Of Grace (Permanent Records, Artbus - 1996)
- Halfway To Heaven (Artbus Ltd. - 1997)
- Full Moon Fever (CD, Single	Fencat	FEN002 - 1999)
- Staring Down The Bird (CD, Single	Fen Cat	FEN001 - 1999)
- A Single Summer (Fen Cat - 2001)
- The Nearly Room (Fencat FEN004 - 2001)
- Blue Skies (Fencat FEN005 - 2001)
- Dr. Robert & P.P. Arnold - I Saw Something (Curb Records	CUBC146	- 2007)
- Heavenly Thing / Realms Of Gold (7")	(Sundae Soul 011 - 2011)
- A Bottomless Pit (Fencat	FEN010 - 2016)
- The Mirrored Lake (Fencat	FEN011 - 2016)
- Monks Road Social Feat Dr. Robert - Lost In Rasa (Wonderfulsound	WSD55 - 2018)